# Irene Pusterla
Irene Pusterla (Mendrisio, 21 giugno 1988) è un'ex lunghista e triplista svizzera.

## Biografia
Figlia d'arte in quanto il padre, Fabrizio, è stato uno dei più forti atleti ticinesi in grado di ottenere il record svizzero nei 100 m piani, ha iniziato la sua carriera sportiva giocando a calcio. Coltiva ancora la passione per questa disciplina tifando l'Inter, la sua squadra del cuore. In seguito si è avvicinata allo sport che ha dato notorietà alla sua famiglia entrando a far parte della società Vigor di Ligornetto, quartiere della città di Mendrisio.
Nel 2010, ai campionati nazionali di Lugano, la lunghista ha saltato i 6,76 metri, distanza che le ha valso il record svizzero. Record che è stata in grado di ritoccare con un salto di 6,84 m, a Chiasso nel 2011. Da settembre 2011 è anche primatista svizzera assoluta del salto triplo con la misura di 13,42 m. Nel 2012 al Meeting internazionale giovanile di Chiasso Irene Pusterla ha vinto la gara del salto in lungo, centrando la qualificazione per i Giochi olimpici di Londra con un balzo di 6,66 m, un centimetro in più del limite richiesto. A Londra la ticinese subisce l'emozione dell'evento olimpico ed effettua tre salti al di sotto delle proprie potenzialità. L'atleta conclude il suo percorso nelle qualificazioni non centrando la finale che poteva essere raggiunta con un balzo di 6,40 m. Si è ritirata alla fine del 2020.

## Palmarès
| Anno | Manifestazione   | Sede       | Evento         | Risultato | Prestazione | Note |
| ---- | ---------------- | ---------- | -------------- | --------- | ----------- | ---- |
| 2009 | Europei indoor   | Torino     | Salto in lungo | 12ª       | 6,31 m      |      |
| 2009 | Europei under 23 | Kaunas     | Salto in lungo | 7ª        | 6,57 m      |      |
| 2010 | Europei          | Barcellona | Salto in lungo | 13ª       | 6,62 m      |      |
| 2011 | Europei indoor   | Parigi     | Salto in lungo | 8ª        | 6,43 m      |      |
| 2011 | Mondiali         | Taegu      | Salto in lungo | 19ª (q)   | 6,34 m      |      |
| 2012 | Mondiali indoor  | Istanbul   | Salto in lungo | 12ª       | 6,45 m      |      |
| 2012 | Europei          | Helsinki   | Salto in lungo | 6ª        | 6,53 m      |      |
| 2012 | Giochi olimpici  | Londra     | Salto in lungo | 23ª       | 6,20 m      |      |
| 2014 | Europei          | Zurigo     | Salto in lungo | 13ª       | 6,39 m      |      |